# Districtul Non Suwan
Non Suwan (în thailandeză โนนสุวรรณ) este un district (Amphoe) din provincia Buriram, Thailanda, cu o populație de 23.170 de locuitori și o suprafață de 189,4 km².

## Componență
Districtul este subdivizat în 4 subdistricte (tambon), care sunt subdivizate în 56 de sate (muban).
| Nr. | Nume           | În thailandeză | Sate | Locuitori |  |
| --- | -------------- | -------------- | ---- | --------- |  |
| 1.  | Non Suwan      | โนนสุวรรณ       | 17   | 6,578     |  |
| 2.  | Thung Changhan | ทุ่งจังหัน         | 14   | 5,513     |  |
| 3.  | Krok Kaeo      | โกรกแก้ว        | 12   | 5,408     |  |
| 4.  | Dong I Chan    | ดงอีจาน         | 13   | 5,671     |  |